# Lijst van bisdommen van de Grieks-Orthodoxe kerk
Dit is de lijst van bisdommen van de Grieks-Orthodoxe Kerk. De Kerk van Griekenland bestaat uit het aartsbisdom Athene en 67 metropoliën.

## Aartsbisdom vanAthene
1. Metropolie van Etolia-Akarnania
2. Metropolie van Alexandroupolis, Traianoupolis en Samothraki
3. Metropolie van Argolida
4. Metropolie van Arta
5. Metropolie van Attica
6. Metropolie van Filippoi, Neapolis en Thasos
7. Metropolie van Glyfada
8. Metropolie van Gortys en Megalopolis
9. Metropolie van Goumenissa, Axioupolis en Polykastron
10. Metropolie van Grevena
11. Metropolie van Gytheion en Oetylos
12. Metropolie van Hydra, Spetses en Aegina
13. Metropolie van Ierissos, Agion Oros en Ardamerion
14. Metropolie van Ioannina
15. Metropolie van Kaisariani, Vyronas en Imittos
16. Metropolie van Kalavryta en Aigialia
17. Metropolie van Karpenision
18. Metropolie van Karystia en Skyros
19. Metropolie van Kassandra
20. Metropolie van Kastoria
21. Metropolie van Kefalonia
22. Metropolie van Kitros, Katerini en Platamona
23. Metropolie van Korinthos
24. Metropolie van Kythira
25. Metropolie van Lagkada
26. Metropolie van Larisa en Tyrnavos
27. Metropolie van Lefkas en Ithaca
28. Metropolie van Lemnos
29. Metropolie van Mantinia en Kynouria
30. Metropolie van Maroneia en Komotini
31. Metropolie van Megara en Salamis
32. Metropolie van Mesogea en Lavreotiki
33. Metropolie van Messinia
34. Metropolie van Mithimna
35. Metropolie van Monemvasia en Sparta
36. Metropolie van Mytilene
37. Metropolie van Nafpaktos
38. Metropolie van Neapolis en Stavroupolis
39. Metropolie van Nea Ionia en Philadelphia
40. Metropolie van Nea Krini en Kalamaria
41. Metropolie van Nea Smyrni
42. Metropolie van Nicea
43. Metropolie van Nikopolis en Preveza
44. Metropolie van Paramythia
45. Metropolie van Paronaxia
46. Metropolie van Patras
47. Metropolie van Piraeus
48. Metropolie van Peristeri
49. Metropolie van Polyani en Kilkis
50. Metropolie van Samos en Ikaria
51. Metropolie van Serres en Nigrita
52. Metropolie van Servia en Kozani
53. Metropolie van Sidirokastron
54. Metropolie van Sisanio en Siatista
55. Metropolie van Stages en Meteora
56. Metropolie van Syros, Tinos, Andros, Kea, en Milos
57. Metropolie van Thessaliotis en Fanariofersala
58. Metropolie van Thessaloniki
59. Metropolie van Theva en Lebadeia
60. Metropolie van Thera, Amorgos en Eilanden
61. Metropolie van Trifylia en Olympia
62. Metropolie van Trikala en Stages
63. Metropolie van Veria en Naoussa
64. Metropolie van Xanthi
65. Metropolie van Zakynthos en Strofades
66. Metropolie van Zihni en Nevrokopio

## Behorende tot hetOecumenisch patriarchaat van Constantinopelmaar inGriekenland
- Metropolie van Mytilini